# Bryum cryophilum
Bryum cryophilum là một loài Rêu trong họ Bryaceae. Loài này được Martensson mô tả khoa học đầu tiên năm 1956.